# Gymnastiek op de Olympische Zomerspelen 2024 – Vloer mannen
De vloer voor de mannen op de Olympische Zomerspelen 2024 in Parijs vond plaats op 27 juli (kwalificatie) en op 3 augustus (finale). Filipijn Carlos Yulo won met 15.000 de Olympische medaille het zilver was voor de Israëlische turner Rayderley Zapata, De Brit Jake Jarman behaalde de bronzen medaille. 

## Format
Alle deelnemende turnsters moesten een kwalificatie-oefening turnen. De beste acht deelnemers gingen door naar de finale. Echter mochten er maximaal twee deelnemers per land in de finale komen. De scores van de kwalificatie werden bij de finale gewist, en alleen de scores die in de finale gehaald werden, telden.

## Uitslag
- D-score; de moeilijkheidsgraad van de oefening
- E-score; de uitvoeringsscore van de oefening
- Straf; straffen die zijn gegeven door de jury
- Totaal; D-score + E-score - straf geeft de totaalscore

### Kwalificatie
| Rang | Gymnast         | Gymnast | D-score | E-score | Straf | Totaal |    |
| ---- | --------------- | ------- | ------- | ------- | ----- | ------ | -- |
| 1    | Jake Jarman     | GBR     | 6.6     | 8.366   |       | 14.966 | Q  |
| 2    | Carlos Yulo     | PHI     | 6.3     | 8.466   |       | 14.766 | Q  |
| 3    | Ray Zapata      | ESP     | 6.3     | 8.300   |       | 14.600 | Q  |
| 4    | Illja Kovtoen   | UKR     | 6.2     | 8.333   |       | 14.533 | Q  |
| 5    | Luke Whitehouse | GBR     | 6.5     | 8.033   |       | 14.533 | Q  |
| 6    | Zhang Boheng    | CHN     | 6.1     | 8.366   |       | 14.466 | Q  |
| 7    | Artem Dolgopyat | ISR     | 6.4     | 8.066   |       | 14.466 | Q  |
| 8    | Milad Karimi    | KAZ     | 6.3     | 8.133   |       | 14.433 | Q  |
| 9    | Shinnosuke Oka  | JPN     | 5.8     | 8.533   |       | 14.333 | R1 |
| 10   | Ryu Sung-hyun   | KOR     | 6.6     | 7.666   |       | 14.266 | R2 |
| 11   | Joel Plata      | ESP     | 5.7     | 8.466   |       | 14.166 | R3 |

Reserve
- Shinnosuke Oka  JPN
- Ryu Sung-hyun  KOR
- Joel Plata  ESP

### Finale
| Rang   | Gymnast         | Gymnast | D-score | E-score | Straf | Totaal |
| ------ | --------------- | ------- | ------- | ------- | ----- | ------ |
| Goud   | Carlos Yulo     | PHI     | 6.6     | 8.400   |       | 15.000 |
| Zilver | Artem Dolgopyat | ISR     | 6.4     | 8.566   |       | 14.966 |
| Brons  | Jake Jarman     | GBR     | 6.6     | 8.333   |       | 14.933 |
| 4      | Illja Kovtoen   | UKR     | 6.2     | 8.333   |       | 14.533 |
| 5      | Milad Karimi    | KAZ     | 6.3     | 8.200   |       | 14.500 |
| 6      | Luke Whitehouse | GBR     | 6.3     | 8.166   |       | 14.466 |
| 7      | Ray Zapata      | ESP     | 6.2     | 8.233   | 0.100 | 14.333 |
| 8      | Zhang Boheng    | CHN     | 6.1     | 8.133   | 0.300 | 13.933 |

1932: István Pelle ·
1936: Georges Miez ·
1948: Ferenc Pataki ·
1952: William Thoresson ·
1956: Valentin Moeratov ·
1960: Nobuyuki Aihara ·
1964: Franco Menichelli ·
1968: Sawao Kato ·
1972: Nikolaj Andrianov ·
1976: Nikolaj Andrianov ·
1980: Roland Brückner ·
1984: Li Ning ·
1988: Sergei Charkow ·
1992: Li Xiaoshuang ·
1996: Ioannis Melissanidis ·
2000: Igors Vihrovs ·
2004: Kyle Shewfelt ·
2008: Zou Kai · 
2012: Zou Kai · 
2016: Max Whitlock · 
2020: Artem Dolgopyat · 
2024: Carlos Yulo